# Mikroregion Porto Seguro

Mikroregion Porto Seguro

Mikroregion Porto Seguro – mikroregion w brazylijskim stanie Bahia należący do mezoregionu Sul Baiano. Ma powierzchnię 27.578,99990 km²

## Gminy
- Alcobaça
- Caravelas
- Eunápolis
- Guaratinga
- Ibirapuã
- Itabela
- Itagimirim
- Itamaraju
- Itanhém
- Jucuruçu
- Lajedão
- Medeiros Neto
- Mucuri
- Nova Viçosa
- Porto Seguro
- Prado
- Santa Cruz Cabrália
- Teixeira de Freitas
- Vereda